# SoftBank 003SH
GALAPAGOS SoftBank 003SH（ガラパゴス ソフトバンク ゼロゼロサンエスエッチ）は、シャープによって日本国内向けに開発された、ソフトバンクモバイルのSoftBank スマートフォンの一つで、W-CDMA・GSM対応ストレート型スマートフォンである。

## 概要
シャープのソフトバンク向けスマートフォンとしては初めての機種で、ワンセグ・おサイフケータイ・赤外線通信に対応している。メイン画面は裸眼で見ることの出来る3D液晶で、待受画面、静止画、動画、ワンセグを3Dで見る事が出来る。カメラは3D撮影に対応している。
Android 2.2 を搭載している。3G ハイスピードに対応しており、対応エリアでは下り最大7.2Mbpsで通信できる。またWi-Fiにも対応している。
TapFlow UI （タップフローユーザインターフェース）を搭載している。

## 沿革
- 2010年12月17日 - 全国にて一斉発売。
- 2010年12月22日 - ソフトアップデート実施。ビルド番号:S1100
音声通話の終話操作が戻るボタンを長押しでもできるようになる。その他事象の改善。
- 2011年2月3日 - ソフトアップデート実施。ビルド番号:S1400
電池持続時間や通話音質などの改善。その他事象の改善。
- 2011年4月12日 - ソフトアップデート実施。ビルド番号:S1510
タッチ操作性の改善。時刻情報(GMM Information)への対応など。
- 2011年6月30日 - ソフトアップデート実施。ビルド番号:S1600
アプリケーション起動中のパケット通信処理動作を改善。「楽デコ」サービスへの対応。
- 2011年8月15日 - ソフトアップデート実施。ビルド番号:S1810
ソフトウェア更新実施後にHOME画面が表示されず、電話の発信操作やアプリケーションの起動ができない場合がある事象の改善。
- 2011年9月28日 - ソフトアップデート実施。ビルド番号:S1900
メジャーアップデートの拡張(Wi-Fi環境を利用したメジャーアップデートが可能になる)。その他事象の改善。

- 2011年10月7日 - Android 2.3.4へのアップデートを開始。
- 2011年11月28日 - ソフトアップデート実施。ビルド番号:S4040
通話・通信可能エリアであるにもかかわらず圏外となり、通話・通信ができない場合がある事象の改善。Wi-Fiに接続できない場合がある事象の改善。ソフトウェア更新の一部メニューが表示されない場合がある事象の改善。
- 2011年12月28日 - ソフトアップデート実施。ビルド番号:S4050
パケットご利用時の通信の効率化。
- 2012年2月6日 - ソフトアップデート実施。ビルド番号:S4070
一部のWi-Fiアクセスポイントに接続できない場合がある事象の改善。その他事象の改善。
- 2012年4月17日 - ソフトアップデート実施。ビルド番号:S4080
緊急速報メールへの対応(【緊急地震速報アプリ】が【緊急速報メールアプリ】に変更)。地上デジタル放送の周波数再編にともない、ワンセグアプリのチャンネルスキャン機能を改善。
- 2013年4月15日 - ソフトアップデート実施。ビルド番号:S4090
緊急速報メールアプリ起動時にホームキー押下にてホーム画面に戻り、画面が消灯されると、緊急速報メールを受信した際に警告音の鳴動時間が1秒弱となる事象の改善。緊急速報メールまたは緊急地震速報の受信メッセージ一覧画面の表示後に、緊急速報メールまたは緊急地震速報を受信した場合、ポップアップ表示がされない場合がある事象の改善。非対応のmicroSDXCカードを利用した際に、メモリカード内のデータが破損する事象の改善。その他事象の改善。
- 2013年5月31日 - ソフトアップデート実施。ビルド番号:S4110
GPS測位に時間がかかる事象の改善。
- 2013年10月17日 - ソフトアップデート実施。ビルド番号:S4130
複数のSMSを同時に受信すると、稀に一部の受信済みSMSが表示されない事象の改善。その他事象の改善。

## プリインストールアプリ[2]
- カメラ/AV機能
  - スライドビデオ
  - ケータイ書籍

- サービス・コミュニケーション
  - mora touch
  - 選べるかんたん動画2010
  - Ustream
Ustream, Inc.提供
  - S-1バトル

- ツール1
  - 電波チェッカー
  - BSReader for ソフトバンク

- ツール2
  - きせかえtouch
  - Flamingo mini
  - 乗換案内
ジョルダン株式会社提供

- ゲーム
  - モバイル・パワフルプロ野球3D
コナミ株式会社提供
  - ロックマン
コナミ株式会社提供
  - 魔界村騎士列伝Ⅰ
コナミ株式会社提供
  - バイオハザード：ディジェネレーション
コナミ株式会社提供
  - SILPHEED Alternative
ガンホー・オンライン・エンターテイメント株式会社提供
  - 霊界電話
ガンホー・オンライン・エンターテイメント株式会社提供
  - ラグナロクオンライン Mobile Story
ガンホー・オンライン・エンターテイメント株式会社提供
  - FilMeee
ガンホー・オンライン・エンターテイメント株式会社提供

## 注
1. ↑  対応プロファイルはHFP、HSP、DUNP、A2DP、AVRCP、OPP、PBAP
2. ↑  003SH プリインストールアプリ ダウンロードGALAPAGOS SQUARE